# NGC 5358
NGC 5358 је лентикуларна галаксија у сазвежђу Ловачки пси која се налази на NGC листи објеката дубоког неба.
Деклинација објекта је + 40° 16' 40" а ректасцензија 13h 54m 0,4s. Привидна величина (магнитуда) објекта NGC 5358 износи 13,7 а фотографска магнитуда 14,6. NGC 5358 је још познат и под ознакама UGC 8826, MCG 7-29-13, CGCG 219-22, HCG 68E, PGC 49389.